# Торната
Торната (італ. Tornata) — муніципалітет в Італії, у регіоні Ломбардія,  провінція Кремона.
Торната розташована на відстані близько 400 км на північний захід від Рима, 110 км на південний схід від Мілана, 32 км на схід від Кремони.
Населення — 468 осіб (2014).
Щорічний фестиваль відбувається 17 січня. Покровитель — sant' Antonio abate.

## Демографія
Населення за роками:

Станом на 1 січня 2023 року в муніципалітеті офіційно проживало 57 іноземців з 11 країн, серед них 20 громадян країн Євросоюзу.

## Сусідні муніципалітети
- Боццоло
- Кальватоне
- П'ядена
- Ривароло-Мантовано